# Nikola Aleksandrow
Nikola Penew Aleksandrow (bulgarisch Никола Пенев Александров; * 26. Dezember 1937 in Sidarowo) ist ein bulgarischer Politiker der Bulgarischen Kommunistischen Partei und ehemaliger Bürgermeister seiner Heimatstadt Burgas.

## Leben
Nikola Aleksandrow wurde am 8. März 1985 zum Vorsitzenden der Stadtratkommission „Wirtschaft, Handel und Dienstleistungen“ gewählt. Nach dem Sturz des kommunistischen Regimes in Bulgarien entschied der Stadtrat Aleksandrow im Dezember 1989 zum Bürgermeister der Stadt zu wählen. Nach monatelangen Protesten der Bevölkerung der Stadt und unter den Druck der Straße trat Aleksandrow vom Amt des Bürgermeisters offiziell wegen gesundheitlicher Probleme zurück. Sein Nachfolger Atanas Demirew führte übergangsweise den Posten des Bürgermeisters. Ihm stand es zu, die ersten demokratischen Kommunalwahlen der Neuzeit in Bulgarien im Oktober 1991 zu organisieren. Dimirew verstarb jedoch im Mai 1991, noch vor den Wahlen. Erster demokratisch gewählter Bürgermeister von Burgas wurde bei diesen Wahlen der Oppositionsführer Prodan Prodanow.